# أليس سارا أوت
أليس سارا أوت (بالألمانية: Alice Sara Ott) (و. 1988  م) هي عازفة بيانو ألمانية، ولدت في ميونخ، تستخدم آلات بيانو.

## التعليم
تعلمت في جامعة موزارتيوم سالزبورغ.

## وصلات خارجية
- أليس سارا أوت على موقع IMDb (الإنجليزية)
- أليس سارا أوت على موقع ميوزك برينز (الإنجليزية)
- أليس سارا أوت على موقع أول ميوزيك (الإنجليزية)
- أليس سارا أوت على موقع ديسكوغز (الإنجليزية)

- أليس سارا أوت في قاعدة بيانات الأفلام على الإنترنت